# Mykoła Oniszczuk
Mykoła Wasylowycz Oniszczuk, ukr. Микола Васильович Оніщук (ur. 26 października 1957 w Dołyniwce w obwodzie żytomierskim) – ukraiński polityk, kandydat nauk prawnych, deputowany, w latach 2007–2010 minister sprawiedliwości.

## Życiorys
Absolwent prawa na Uniwersytecie Kijowskim z 1982. W 1987 uzyskał stopień kandydata nauk prawnych, a w 2010 doktoryzował się w tej dziedzinie. Pracował naukowo w instytucie państwa i prawa Narodowej Akademii Nauk Ukrainy. W latach 2001–2010 pełnił funkcję pierwszego wiceprezesa Związku Prawników Ukrainy. Był też wiceprzewodniczącym Ukraińskiego Związku Przemysłowców i Przedsiębiorców, a w latach 2001–2002 doradcą premiera Anatolija Kinacha. Razem z nim założył Partię Przemysłowców i Przedsiębiorców Ukrainy, w której zajmował stanowisko zastępcy prezesa.
W 2004 należał do inicjatorów przejścia PPPU na stronę Wiktora Juszczenki. W 2002 (z listy Za Jedyną Ukrainę) i w 2006 (z listy Bloku Nasza Ukraina) uzyskiwał mandaty deputowanego do Rady Najwyższej. Gdy w 2007 Anatolij Kinach sprzymierzył się z Wiktorem Janukowyczem, Mykoła Oniszczuk odszedł z PPPU do Ludowego Związku „Nasza Ukraina”.
W wyborach parlamentarnych w tym samym roku został wpisany do drugiej dziesiątki listy Nasza Ukraina-Ludowa Samoobrona, uzyskując po raz trzeci mandat poselski. W grudniu 2007 został ministrem sprawiedliwości w rządzie Julii Tymoszenko. Funkcję tę pełnił do marca 2010. Później został dyrektorem instytutu badawczego i rektorem Krajowej Szkoły Sędziów Ukrainy.

## Odznaczenia
- Order Księcia Jarosława Mądrego V klasy (2017)
- Order „Za zasługi” klasy III, II i I (1993, 2003, 2007)